# Tezeu

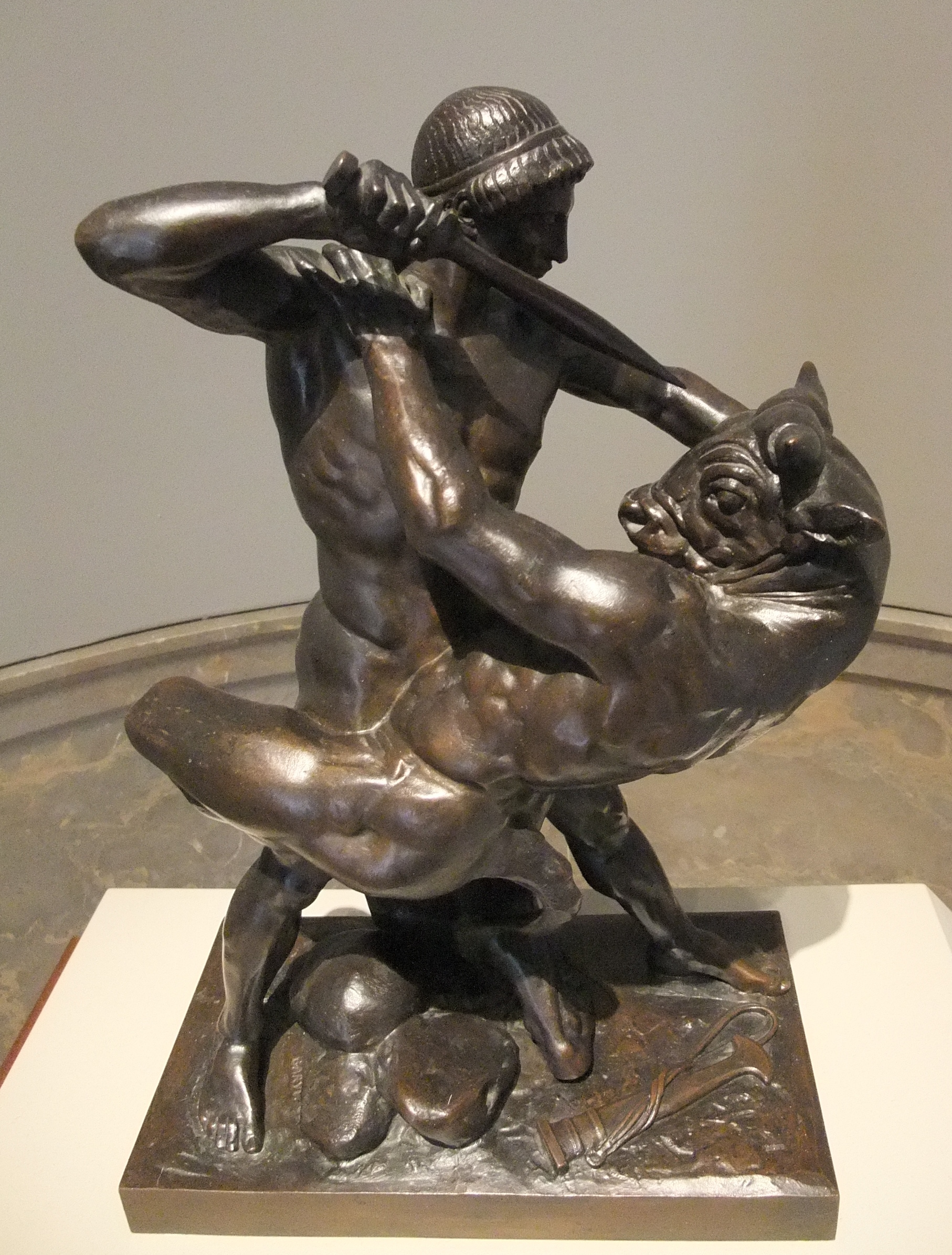
Tezeu ucigând Minotaurul, (1847), sculptură în bronz de Antoine-Louis Barye

Tezeu este un personaj imaginar din mitologia greacă, războinic și erou atenian, fiind cel mai bine cunoscut pentru că l-a ucis pe Minotaur, o bestie feroce cu corp de om și cap de taur, care trăia sub palatul regelui Minos din Cnossos, cu ajutorul Ariadnei. Tezeu era  fiul regelui atenian Egeu.
Erou fondator, ca și Perseu și Heracle, Tezeu este venerat de ionieni și considerat de către atenieni drept marele lor reformator: rege mitic al Atenei, el este făcut responsabil de unificarea Atticei sub dominația ateniană. Domnia sa marchează și o perioadă de pace cu tessalienii și beoțienii. În calitate de rege unificator, Tezeu este socotit că a construit și ocupat un palat al fortăreței de pe Acropole, care poate fi asemănător  cu palatul excavat de la Micene. Geograful Pausanias raportează că după sinecism, Tezeu a stabilit cultul Afroditei Pandémos („a întregului popor”) și a Peitho pe versantul sudic al Acropolei. În Broaștele, Aristofan îi atribuie numeroase tradiții ateniene, între care aceea a consacrării părului efebilor. Aventura sa cea mai cunoscută și legenda sa dau loc unor numeroase interpretări. Unii specialiști ai istoriei religiilor au subliniat importanța mitologiei lunare în legendele lui Tezeu.

## Date generale
Tezeu s-a alăturat unui grup de tineri atenieni care urmau să fie oferiți ca jertfă Minotaurului, pe care apoi l-a ucis vitejește. După aceea a reușit să găsească ieșirea din labirint folosind un fir pe care i-l dăruise fiica regelui Minos, Ariadna. Din păcate, la întoarcerea sa în Atena, a uitat să ridice pe catargul corăbiei o pânză albă, așa cum îi promisese tatălui său, regele Egeu, în caz că se va întoarce teafăr și nevătămat. Văzând o pânză neagră ridicată pe catargul corăbiei și presupunând că Tezeu a murit, Egeu s-a aruncat de pe stânci în valurile mării, care de atunci a căpătat numele de Marea Egee.
Tezeu este celebru și pentru isprăvile făcute în drum spre cetatea Atena. Acesta a ucis monștri și tâlhari precum: uriașul Perifete (fiul lui Hefaistos), uriașul Sinis, tâlharul Sciron, regele tiran Cercion (al cetatii Eleusis), scroafa ucigașă din miazănoapte și Procust.
Tezeu a luat parte, alături de alți 49 de eroi, la celebra expediție a argonauților.

## Paradoxul navei lui Tezeu
Nava lui Tezeu este un experiment mental în metafizica identității care ridică problema dacă o navă (sau un obiect în general) cu toate componentele sale înlocuite rămâne în mod fundamental același obiect.
Mai întâi, să presupunem că faimoasa navă a lui Tezeu a fost păstrată într-un port ca o piesă de muzeu. Odată cu trecerea anilor, unele părți din lemn încep să putrezească și sunt înlocuite cu altele noi. După o perioadă de timp (un secol sau mai mult), toate piesele au fost înlocuite. Este nava "restaurată" același obiect ca și originalul?
În al doilea rând, să presupunem că fiecare dintre piesele îndepărtate au fost depozitată într-un depozit, iar după secol, tehnologia se dezvoltă pentru a le vindeca putrezirea și a permite să fie readuse împreună pentru a face o altă navă. Este această navă "reconstruită" nava originală? Și dacă da, cealaltă navă, cea restaurată din port, este încă nava originală?
O posibilă rezolvare a paradoxului presupune că nu există identitate în timp. Această teorie afirmă că două nave, deși identice în toate celelalte moduri, nu sunt identice dacă există în două perioade diferite de timp. Fiecare navă este un "eveniment" unic în timp. Deci, chiar și fără înlocuirea pieselor, navele din port sunt diferite în fiecare moment. Această teorie este extremă în negarea concepției de zi cu zi a identității, pe care se bazează majoritatea oamenilor în uzul cotidian.

### În limba română
- Al. Mitru, Legendele Olimpului, Eroii, Volumul al II-lea, Editura Ion Creangă - București 1983
- Victor Kernbach, Dicționar de mitologie generală, Editura Științifică și Enciclopedică, București, 1989
- Anca Balaci, Mic dicționar de mitologie greacă si romană, Editura Mondero, București, 1992, ISBN 973-9004-09-2
- George Lăzărescu, Dicționar de mitologie, Casa Editorială Odeon, București, 1992, ISBN 973-9008-28-3
- N. A. Kun, Legendele și miturile Greciei Antice, Editura Lider, București, 1996, ISBN 973-9154-51-4
- Annalisa Izzo (adaptare text), Alexandru Macovescu (traducere în limba română), Tezeu și firul Ariadnei, Editura Adevărul Holding, București, 2011
- Kevin Osborn, Dana L. Burgess, Ghid esențial de mitologie clasică, Editura Paralela 45, Pitești, 2005, ISBN 973-697-869-9

### În limba franceză
- Lucien de Samosate, Œuvres complètes, Chapitre De la danse, Préface: Alain Billault, traducteur: Émile Chambry, auteurs: Émile Chambry, Émeline Marquis, Alain Billault et Dominique Goust, collection Bouquins, 2015, Éditions Robert Laffont, 1248 pages ISBN 9782221109021
- Claude Calame, Thésée et l'imaginaire athénien, Payot, coll. « Sciences humaines », Lausanne, 1996 (2e édition) ISBN: 2601031751
- Henri Jeanmaire, Couroi et Courètes : essai sur l'éducation spartiate et sur les rites d'adolescence dans l'Antiquité hellénique, Lille, Bibliothèque universitaire, 1939
- Nicole Loraux :
  - Les Enfants d'Athéna, Seuil, coll. « Points Essais », Paris, 1990 ISBN: 2020124688
  - Né de la terre. Mythe et politique à Athènes, Seuil, coll. « Librairie du XXIe siècle, », Paris, 1996 ISBN: 2020282402
- André Peyronie, « Le mythe de Thésée pendant le Moyen Âge latin (500-1150) », Médiévales, vol. 16, № 32, 1997, pp. 119-133. Citiți online
- Annick de Souzenelle, Œdipe intérieur. La présence du verbe dans le mythe grec, Albin Michel, coll. « Spiritualités vivantes », 1999 ISBN: 2226106820